# Alfred Ritter von Kropatschek

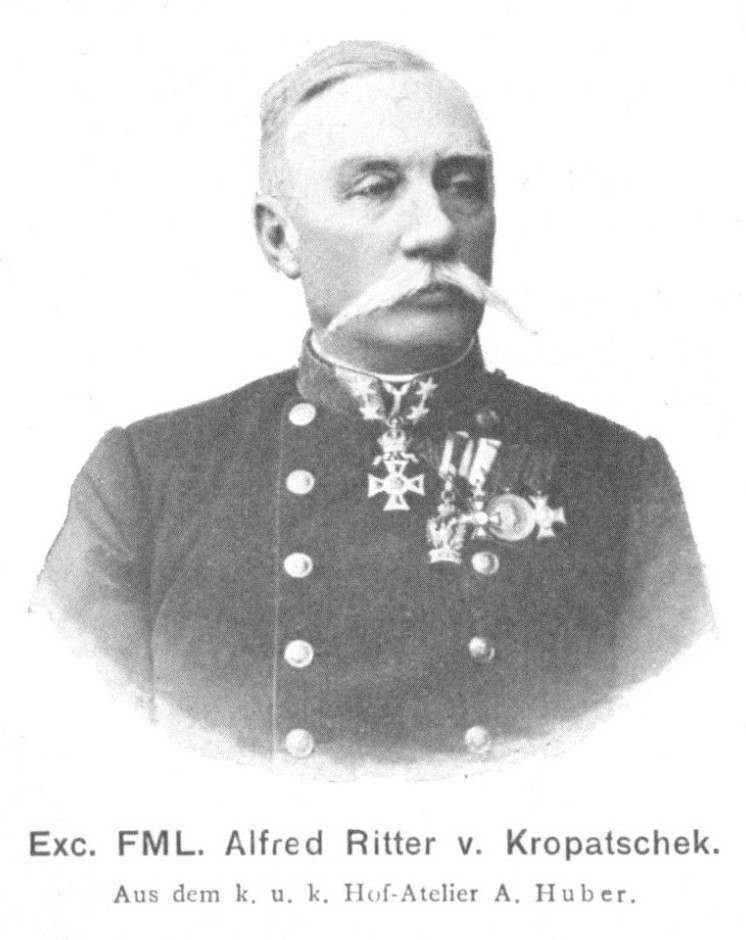
Alfred Ritter von Kropatschek.

Alfred ritter von Kropatschek, född Bielitz, 30 januari 1838, död Lovran, 2 maj 1911, österrikisk militär och militärtekniker.
Han blev officer vid artilleriet och kom 1866 som kapten in i tekniskadministrativa artillerikommittén, där han slog sig på handeldvapen och konstruerade repetergevär med framstocksmagasin, varav ett 1878 antogs för franska marinen och ett 1886 i Portugal. 1907 erhöll K., med grad av "feldzeugmeister", avsked från befattningen som generalinspektör för österrikisk-ungerska artilleriet. K. blev 1897 ledamot av svenska svenska krigsvetenskapsakademien